# Securitate energetică

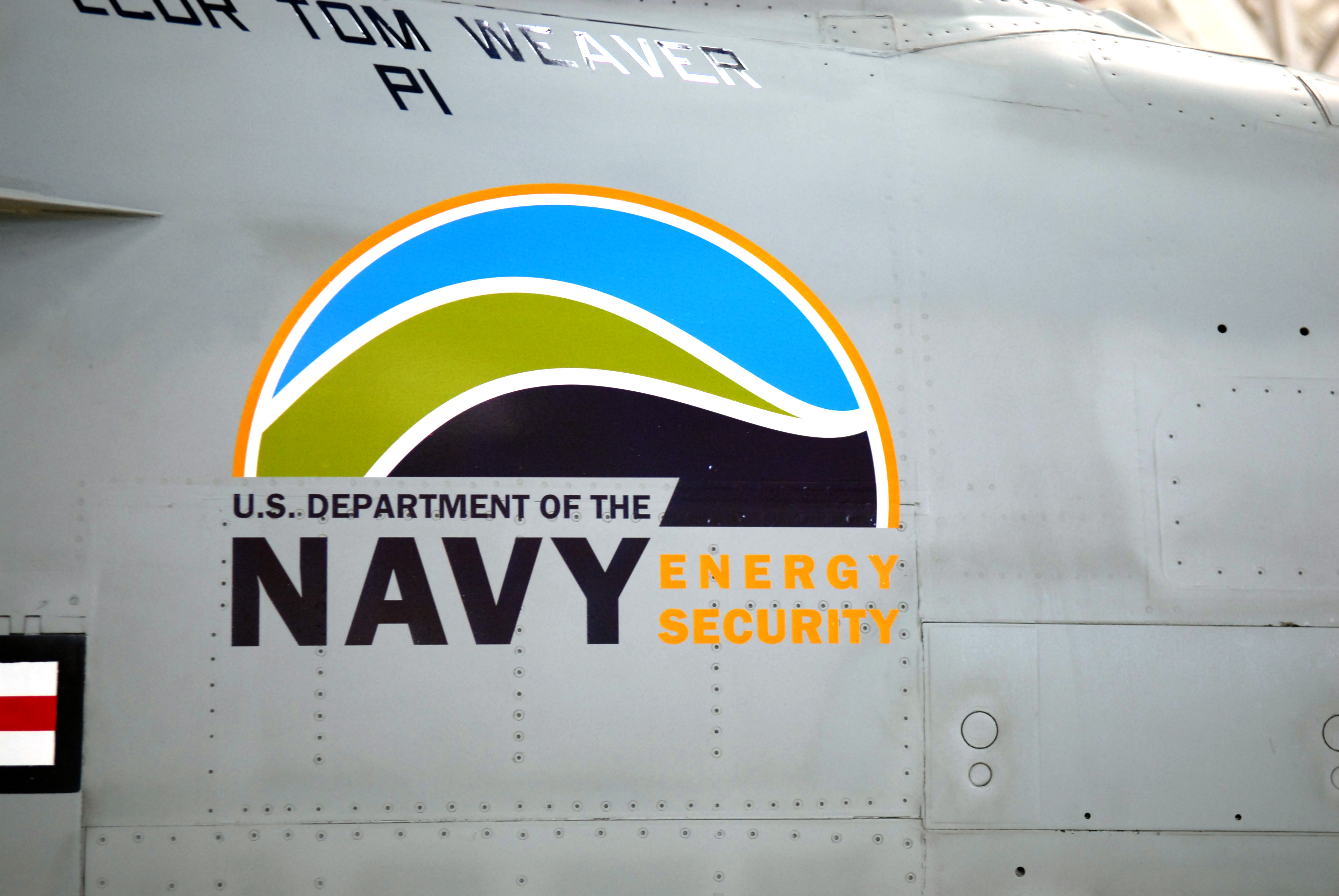
Logoul „securității energetice” afișat pe un F/A-18E/F Super Hornet al Marinei SUA

Securitatea energetică a unui stat este asocierea dintre securitatea națională⁠(d) și disponibilitatea resurselor naturale pentru consumul de energie⁠(d) (nu se referă la nesiguranța energetică a gospodăriilor⁠(d)). Accesul la energie mai ieftină a devenit esențial pentru funcționarea economiilor moderne. Însă distribuția inegală între țări a resurselor privind rezervele de energie⁠(d) a condus la vulnerabilități⁠(d). Relațiile energetice internaționale au contribuit la globalizarea lumii, ducând simultan atât la securitate energetică, cât și la vulnerabilitate energetică. Resursele de energie regenerabilă și aspectele semnificative privind utilizarea eficientă a energiei⁠(d) și a tranziției la energii regenerabile interesează zone geografice extinse, spre deosebire de alte surse de energie, care sunt concentrate într-un număr limitat de țări. Introducerea rapidă a energiei eoliene și solare și a eficienței energetice⁠(d), precum și diversificarea surselor de energie, ar avea ca rezultat o securitate energetică semnificativă.